# Fédération de l'Amapá de football
La Fédération de l'Amapá de football  (en portugais : Federação Amapaense de Futebol) est une association brésilienne regroupant les clubs de football de l'État de l'Amapá et organisant les compétitions au niveau régional, comme le championnat de l'Amapá de football. Elle représente également les clubs de l'Amapá au sein de la Fédération du Brésil de football. Elle fut créée le 26 juin 1945.